# Vojenský hřbitov (Karlín u Plané)
Vojenský (zajatecký) hřbitov v Karlíně u Plané na Tachovsku se nachází 2,5 kilometru jihozápadně od centra Plané, v lesíku na pozemcích zaniklého panského dvora zvaného Karlín, na kterých během 1. světové války býval zajatecký tábor. Území patří do katastru obce Dolní Jadruž, místní části Chodského Újezda.

## Historie
Hřbitov byl založen na počátku první světové války pro potřeby zajateckého tábora. Bylo zde pohřbeno 190 Poláků, 59 Rusů, 23 Italů, 8 Lotyšů, 2 Rumuni, 1 Srb, jeden strážní voják české národnosti a 4 zajatci neznámé národnosti.

### Po roce 1918
Po skončení války vybrali ruští vojáci, kteří odjížděli domů, mezi sebou peníze na pomník pro své zemřelé druhy. Roku 1925 byl exhumován italský aspirant-důstojník Alfonso Mangini, který zemřel roku 1918 ve věku 22 let.
Místu se říkalo "Ruský hřbitov" (Russischer Friedhof). Byl několikrát navštíven osobnostmi a proto byl pietně udržován. Roku 1934 byl nově upraven a 1. listopadu se zde konalo uctění památky pohřbených zajatců a vysvěcení hřbitovního kříže, který světil děkan Heimerl.
Hřbitov je zarostlý a neudržovaný. Roku 1985 zde byly nalezeny tři rezavé plechové hvězdicové náhrobní tabulky s osmi hranami, které se v první světové válce dávaly na vojenské hroby. Dále byl nalezen náhrobní kámen s nápisem "Catrinescu Stephan, + 17.10.1917, 24 let, voják rumunské infanterie, regiment 7. kompanie."

### Zajatecký tábor
Zajatecký tábor měl kapacitu 16 000 obyvatel. S výstavbou bylo započato v březnu 1915 na panských polích mezi Karolininým dvorem (Karlín), která se rozkládala v okolí bývalého Karlova mlýna (Karlsmühle). Tábor byl oplocený ostnatým drátem a nacházelo se v něm na 400 baráků a 4 vysoké strážní věže. Místo mělo síť hlavních ulic, uliček a náměstí, kostel, vlastní vodárnu, táborovou nemocnici s lékaři a personálem, lékárnu, hřbitov, velkopekárnu a moderní parní prádelnu. Parní a sprchová zařízení s velkoprádelnou stála přibližně 250 tisíc korun, celá stavba stála 6,5 milionu rakouských korun. Po skončení války bylo vše rozebráno a zaniklo, zůstaly jen zbytky staré vodárny tábora s nádrží 25×8 metrů se třemi odděleními, které se nacházejí na potoce, a část hřbitova v lesíku.